# Princeps
A princeps a Római Császárság első időszakában, a principatus idején a császár nem hivatalos címe volt. A primum és ceps szavak összetételéből származik (capio=kapni), eredetileg azt az embert jelentette, aki a zsákmányból először kapja meg a részét. Ebből származott az előkelő emberre utaló jelleg, később a hadseregben is használták rangok névelemeként, majd a szenátus legelőkelőbb tagját nevezték princeps senatus-nak, ami a császári titulus közvetlen előzménye volt.

## Princeps senatus
A Római Köztársaság idején a censorok készítették el ötévenként a senatus névjegyzékét, amikor pl. a hiányzó helyekre új embereket vettek fel a szenátori rendbe. A lista sorrendje lényeges volt, annak megfelelően szólalhattak fel a szenátorok és adhatták le szavazatukat. A lista első helyére egy olyasvalaki került, aki már volt consul, sőt lehetőleg censor is. Ő lett a princeps senatus, élethossziglan. Hatalommal nem, de igen nagy megbecsüléssel járt ez a cím, mindig ő szólalhatott fel először. Csak patrícius lehetett, és főként a vezető nemzetségekből (gentes maiores). 
Lucius Cornelius Sulla után a helyet nem töltötték be, de Augustus a címet felújította.

## Princeps
Octavianus i. e. 23-ban kapta meg először princeps senatus címet, amiből az új monarchikus princeps fogalma származik. Önmagában ez a cím nem volt elegendő a főhatalomhoz, megkapta és személyében egyesítette többek között az imperator, pontifex maximus, néptribunus tisztségeket, időről időre consullá és censorrá is kineveztette magát, s ezek összessége alakította ki princepsi hatalmát. Sulla és Iulius Caesar után nemcsak a rex, hanem a dictator cím is rosszul hangzott volna a senatorok fülében, így princepsként formálisan a Római Köztársaságot újította meg a dictatori hatalmat mellőzve.
Az Augustusszá lett Octavianus halála után Tiberiusnak egyenként formálisan meg kellett szereznie Augustus címeit, így teljes beiktatása a princepsi, azaz császári hatalomba hónapokig tartott.
A római császárok Diocletianus római császár uralmáig nevezték magukat princepsnek, eddig tartott a principatus kora. Diocletianus a 3. század válsága után megerősítette és teljesen nyílttá tette a császári egyeduralmat, ekkor kezdődött a dominatus kora.

## Utóélete
A latin princeps szóból származik a középkori hercegek egyik változatának elnevezése egy sor európai nyelvben, a prince.